# Эзоп
Эзо́п (др.-греч. Αἴσωπος) — легендарный древнегреческий баснописец. Предположительно жил около 600 г. до н. э. Оригинальные произведения Эзопа не сохранились. Древнейшие «басни Эзопа» дошли до нас в позднейших поэтических переработках — (латинской) Федра (I в.), (греческой) Бабрия (II в.) и (латинской) Авиана (начало V в.).

## Биография в античной традиции
Был ли Эзоп исторической личностью — сказать невозможно. Впервые его упоминает Геродот, который сообщает (II, 134), что Эзоп был рабом некоего Иадмона с острова Самос, потом был отпущен на волю, жил во времена египетского царя Амасиса (570—526 годы до н. э.) и был убит дельфийцами; за его гибель Дельфы заплатили выкуп потомкам Иадмона.
Гераклид Понтийский сто с лишним лет спустя пишет, что Эзоп происходил из Фракии, был современником Ферекида, первого его хозяина звали Ксанф, а Идмон Глухой освободил Эзопа. Но эти данные извлечены из более раннего рассказа Геродота путём ненадёжных умозаключений (например, Фракия как родина Эзопа навеяна тем, что Геродот упоминает об Эзопе в связи с фракиянкой гетерой Родопис, бывшей также в рабстве у Иадмона). Аристофан («Осы») уже сообщает подробности о смерти Эзопа — бродячий мотив подброшенной чаши, послужившей поводом для его обвинения, и басню об орле и жуке, рассказанную им перед смертью. Спустя век это утверждение героев Аристофана повторяется уже как исторический факт. Комик Платон (конец V века) уже упоминает и о посмертных перевоплощениях души Эзопа. Не существует достоверных сведений о самом басенном творчестве Эзопа. Комик Алексид (конец IV века), написавший комедию «Эзоп», сталкивает своего героя с Солоном, то есть уже вплетает легенду об Эзопе в цикл легенд о семи мудрецах и царе Крёзе. Его современник Лисипп также знал эту версию, изображая Эзопа во главе семи мудрецов. Рабство у Ксанфа, связь с семью мудрецами, смерть от коварства дельфийских жрецов, — все эти мотивы стали звеньями последующей эзоповской легенды, ядро которой сложилось уже к концу IV века до н. э.
Важнейшим памятником этой традиции стал анонимный позднеантичный роман (на греческом языке), известный как «Жизнеописание Эзопа». Роман сохранился в нескольких редакциях: древнейшие его фрагменты на папирусе датируются II веком н. э.; в Европе с XI века получила хождение византийская редакция «Жизнеописания».
В «Жизнеописании» важную роль играет уродство Эзопа (не упоминавшееся у ранних авторов; предположительно, однако, Эзопа изображает карикатурно уродливая фигура мужчины, разговаривающего с лисой, изображённая на краснофигурной чаше ок. 450 г. до н. э., Ватиканский музей), родиной его вместо Фракии становится Фригия (стереотипное место, ассоциирующееся с рабами), Эзоп выступает как мудрец и шутник, дурачащий царей и своего хозяина — глупого философа. В этом сюжете, как ни удивительно, почти никакой роли не играют собственно басни Эзопа; анекдоты и шутки, рассказываемые Эзопом в «Жизнеописании», не входят в дошедший до нас от античности свод «эзоповых басен» и жанрово довольно далеки от него. Образ уродливого, мудрого и хитрого «фригийского раба» в готовом виде достаётся новоевропейской традиции.
Древность не сомневалась в историчности Эзопа. Лютер в XVI веке впервые поставил его под сомнение. Филология XVIII века обосновала это сомнение (Ричард Бентли), филология XIX века довела его до предела: Отто Крузиус и за ним Резерфорд утверждали мифичность Эзопа с решительностью, характерной для гиперкритицизма их эпохи.
В XX веке отдельные авторы допускали возможность существования исторического прототипа Эзопа.

## Наследие

Aesopus moralisatus, 1485

Под именем Эзопа сохранился сборник басен (из 426 коротких произведений) в прозаическом изложении.
Есть основание предполагать, что в эпоху Аристофана (конец V в.) в Афинах был известен письменный сборник Эзоповых басен, по которому учили детей в школе; «ты невежда и лентяй, даже Эзопа не выучил», — говорит у Аристофана одно действующее лицо. Это были прозаические пересказы, без всякой художественной отделки. В действительности в так называемый «Эзопов сборник» вошли басни самых различных эпох.
В III веке до н. э. его басни были записаны в 10 книгах Деметрием Фалерским. Это собрание было утрачено после IX века н. э.
В I веке вольноотпущенник императора Октавиана Августа Федр осуществил переложение этих басен латинским ямбическим стихом (многие басни Федра оригинального происхождения), а Авиан, около IV века, переложил 42 басни латинским элегическим дистихом; в Средневековье басни Авиана, несмотря на их не очень высокий художественный уровень, пользовались большой популярностью. Латинские версии многих басен Эзопова сборника, с добавлением более поздних сказок, а затем и средневековых фаблио, составили так называемый сборник «Ромул». Около 100 года н. э. живший, по-видимому, в Сирии Бабрий, римлянин по происхождению, изложил эзоповы басни греческими стихами размером холиямб. Сочинения Бабрия были включены Планудом (1260—1310) в его знаменитую коллекцию, оказавшую влияние на позднейших баснописцев.
Интерес к басням Эзопа переносился и на его личность; за неимением достоверных сведений о нём прибегали к легенде. Фригийский краснобай, иносказательно поносивший сильных мира сего, естественно, представлялся человеком сварливым и злобным, наподобие Гомеровского Терсита, а потому и портрет Терсита, подробно изображённый Гомером, был перенесён и на Эзопа. Его представляли горбатым, хромым, с лицом обезьяны — одним словом, во всех отношениях безобразным и прямо противоположным божественной красоте Аполлона; таким он изображался и в скульптуре, между прочим — в том интересном изваянии, которое до нас сохранилось.
Мартин Лютер открыл, что книга басен Эзопа является не единоличным произведением одного автора, а сборником более древних и более новых басен, и что традиционный образ Эзопа — плод «поэтического сказания».
Басни Эзопа были переведены (часто переработаны) на многие языки мира, в том числе знаменитыми баснописцами Жаном Лафонтеном и И. А. Крыловым.
В СССР наиболее полный сборник басен Эзопа в переводе М. Л. Гаспарова был издан издательством «Наука» в 1968 году.
В западном литературоведении басни Эзопа (так называемая «эзопика») принято идентифицировать по справочнику Эдвина Перри (см. Perry Index), где 584 сочинения систематизированы, главным образом, по языковому, хронологическому и палеографическому критериям.

## Некоторые басни
- Белая Галка
- Бык и Лев
- Верблюд
- Волк и Журавль
- Волк и Пастухи
- Ворона и кувшин
- Вороны и другие птицы
- Вороны и Птицы
- Ворон и лисица
- Галка и Голубь
- Голубь и Вороны
- Грач и Лиса
- Два друга и Медведь
- Два рака
- Две лягушки
- Дикая Коза и виноградная ветка
- Дикая Собака
- Заяц и Лягушки
- Звездочёт
- Зевс и Верблюд
- Зевс и стыд
- Змея и Крестьянин
- Коза и Пастух
- Крестьянин и его сыновья
- Курица и Ласточка
- Курица и Яйцо
- Куропатка и Курицы
- Ласточка и другие птицы
- Лев и Осёл
- Лев и Коза
- Лев и Комар
- Лев и Медведь
- Лев и мышка
- Лев с другими животными на охоте
- Лев, Волк и Лиса
- Лев, Лиса и Осёл
- Летучая мышь
- Лиса и Аист
- Лиса и Баран
- Лиса и Голубь
- Лиса и Дровосек
- Лиса и Кабан
- Лиса и Осёл
- Лиса и виноград
- Лошадь и Осёл
- Львица и Лисица
- Лягушка, Крыса и Журавль
- Лягушки и Змея
- Мухи
- Мышь и Лягушка
- Мышь из города и Мышь из деревни
- Обе курицы
- Обе лягушки
- Олень
- Олень и Лев
- Оратор Демад
- Орёл и Галка
- Орёл и Лиса
- Орёл и Черепаха
- Осёл и Коза
- Осёл и Лиса
- Осёл и Лошадь
- Осёл, Грач и Пастух
- Отец и Сыновья
- Павлин и Галка
- Пастух и Волк
- Пастух-шутник
- Петух и Диамант
- Петух и Прислуга
- Собака и Баран
- Собака и Волк
- Собака и кусок мяса
- Старый Лев и Лиса
- Три быка и Лев
- Тростник и Оливковое дерево
- Хвастливый пятиборец
- Человек и Куропатка
- Черепаха и Заяц
- Юпитер и Змея
- Юпитер и Пчёлы
- Ягнёнок и Волк